# Olive Township (comté de Clinton, Iowa)
Olive Township est un township, du comté de Clinton en Iowa, aux États-Unis,.
Le township est organisé en octobre 1842.

## Source de la traduction
- (en) Cet article est partiellement ou en totalité issu de l’article de Wikipédia en anglais intitulé « Olive Township, Clinton County, Iowa » (voir la liste des auteurs).